# Tursino
Tursino is een bestuurslaag in het regentschap Purworejo van de provincie Midden-Java, Indonesië. Tursino telt 1729 inwoners (volkstelling 2010).